# Morus macroura
Morus macroura är en mullbärsväxtart som beskrevs av Friedrich Anton Wilhelm Miquel. Morus macroura ingår i släktet mullbär, och familjen mullbärsväxter.

## Underarter
Arten delas in i följande underarter:
- M. m. laxiflora
- M. m. mawu
- M. m. viridis

## Bildgalleri

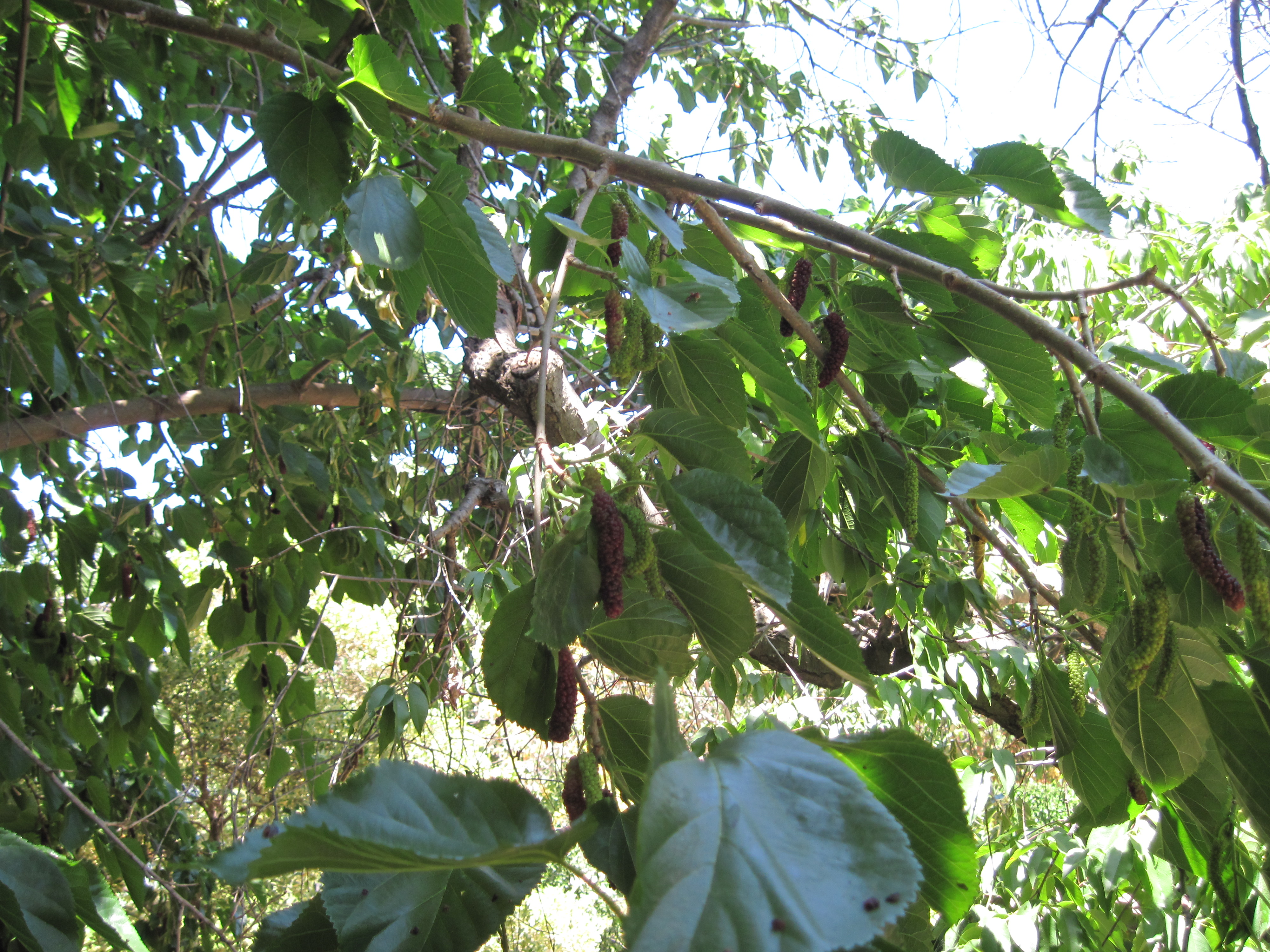
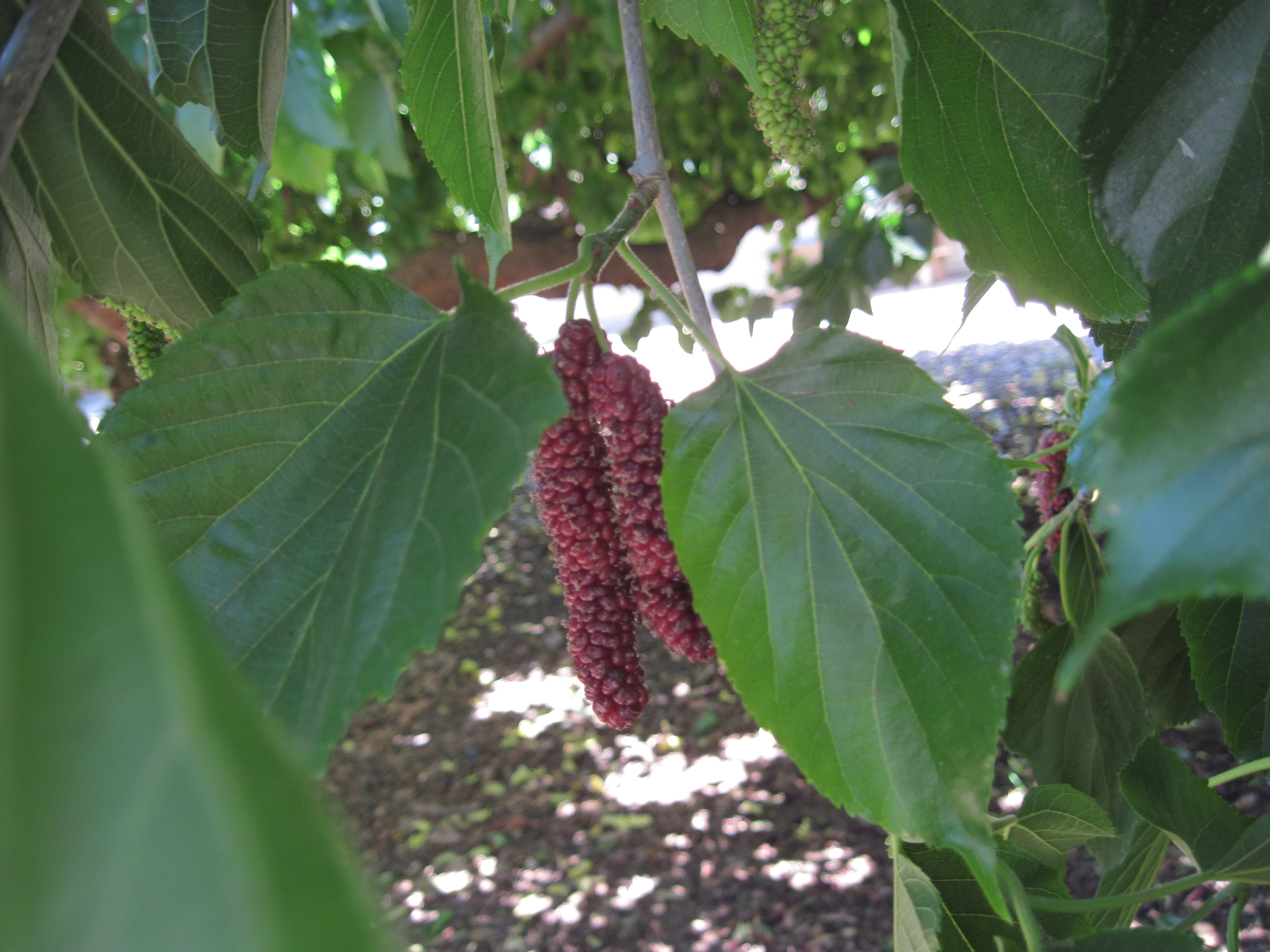
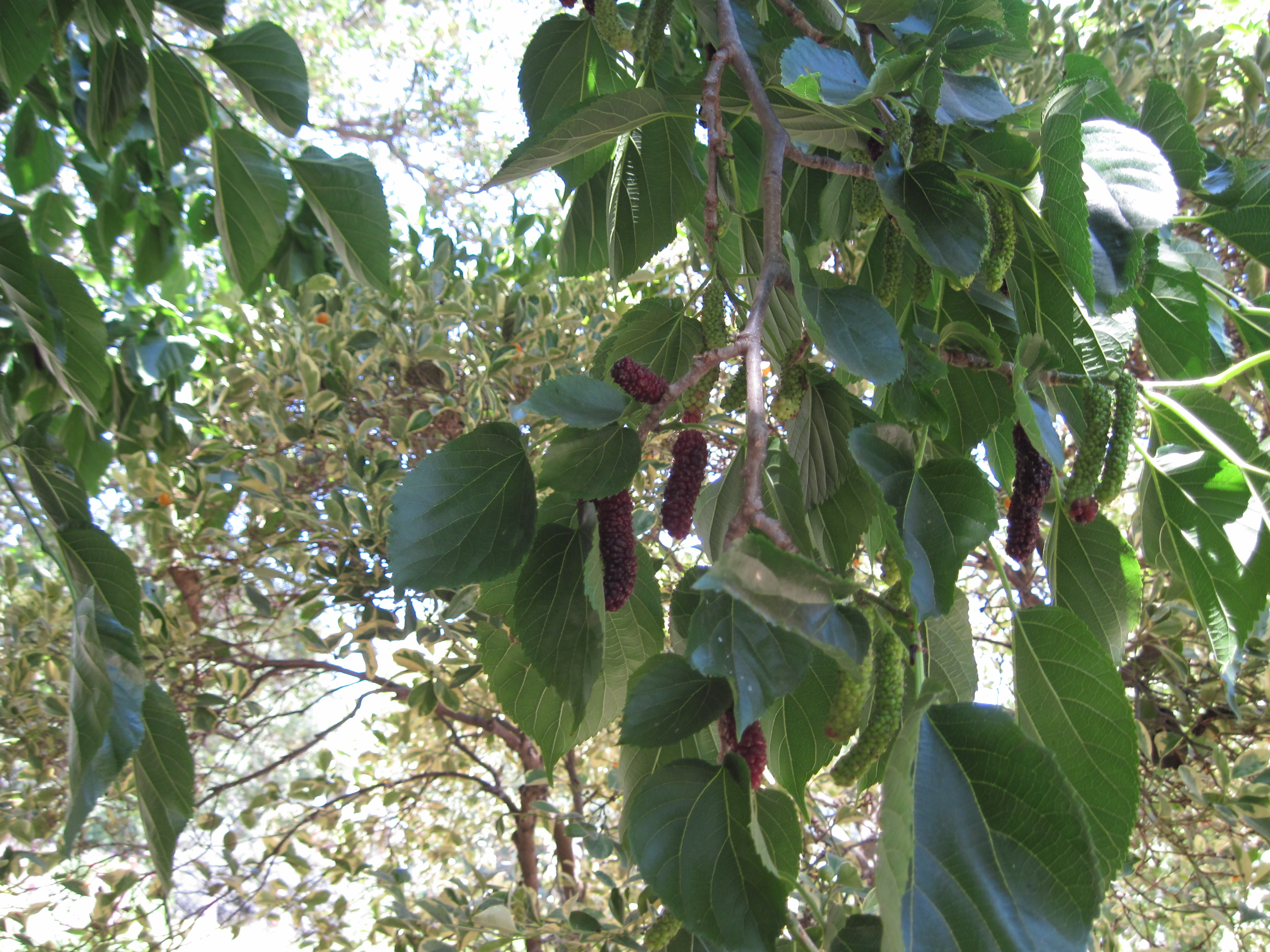
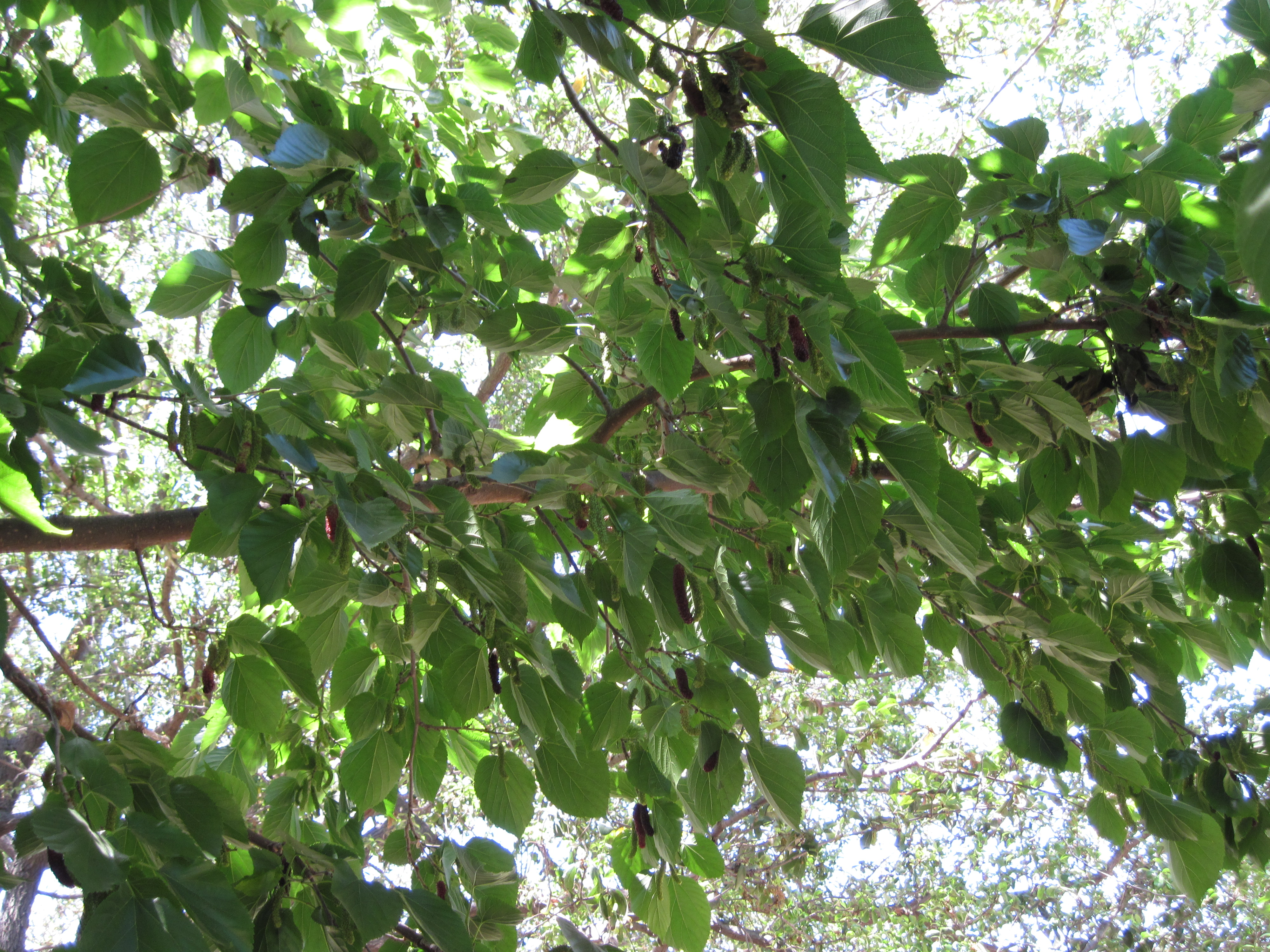